# Mehmet Altan
Mehmet Altan (né à Ankara, le 11 janvier 1953), de nationalité turque, est un écrivain, journaliste de télévision et professeur d'économie à l'université d'Istanbul.

## Famille
Son père est Çetin Altan (en), socialiste, député d'un parti ouvrier de Turquie entre 1965 et 1969, et célèbre à l'époque par ses livres et ses contestations du pouvoir des militaires.
Son frère, Ahmet Altan, est le rédacteur en chef du quotidien Taraf (en) (« prendre parti » en turc) qui fait partie des 160 organes de presse fermés depuis le coup d’État raté de juillet 2016.

## Opinions
Se décrivant comme marxiste-libéral, démocrate, il est un partisan de l'intégration de la Turquie à l'Union européenne.

## Arrestation, procès et libération
Arrêté le 10 septembre 2016, dans la vague d'arrestations qui a suivi la tentative de coup d’État du 15 juillet 2016, il est accusé de « terrorisme » et de « tentative de renversement du gouvernement par un coup d’État », pour avoir fait passer « un message subliminal de coup d’État » lors d’un débat télévisé diffusé la veille de la tentative putsch. Le 11 janvier 2018, la Cour constitutionnelle turque (AYM) a annoncé que sa détention était une « violation de droit », avant de se rétracter le 5 février de la même année. Son procès s'est ouvert le 12 février 2018 et le 16 février il a été condamné à la prison à la « perpétuité aggravée », ainsi que son frère Ahmet Altan et quatre autres personnes. Le mercredi 27 juin 2018, après 21 mois de prison, la justice décide de le libérer sous le régime de la liberté conditionnelle. La sentence et sa condamnation à la réclusion à perpétuité n'ont pas été annulées et il reste interdit de quitter le territoire et devra pointer régulièrement auprès des autorités.